# Conor McCullough
Pour les articles homonymes, voir McCullough.
Conor McCullough (né le 31 janvier 1991) est un athlète américain, spécialiste du lancer de marteau.
Après avoir été 4e aux Championnats du monde jeunesse à Ostrava en 2007, vice-champion du monde junior à Bydgoszcz en 2008 (avec 75,88 m), il devient champion du monde junior à Moncton en battant le seul record des championnats de toute la compétition et en dépassant les 80 mètres avec le marteau de 6 kg (précédent record 75,28 m). Son record personnel est de 77,20 m obtenu le 6 juillet 2014 à Edmonton.